# Mob Psycho 100
Mob Psycho 100 (モブサイコ100, Mobu Saiko Hyaku) é um quadrinho on-line japonês criado pelo quadrinista One, publicado desde de 18 de abril de 2012 e concluído em 22 de dezembro de 2017, tendo sua versão física na revista Ura Sunday da editora Shogakukan, também disponível para aplicativo móvel, MangaOne, desde dezembro de 2014.
Uma adaptação para anime produzida pelo estúdio Bones foi exibida entre julho a setembro 2016. A série também recebeu uma adaptação em live action que estreou em 18 de janeiro de 2018. A segunda temporada do anime foi transmitida nos meses de janeiro a abril de 2019.
Uma série de mangá chamada Reigen (霊幻) foi lançada no aplicativo móvel MangaONE em 19 de março de 2018.
No Brasil, Mob Psycho 100, somente a primeira temporada, foi exibido no canal Rede Brasil de agosto a novembro de 2018.A partir de 31 de agosto de 2020 o Cartoon Network transmitirá o anime no retorno do bloco Toonami na América Latina.

## Enredo
A história desenrola-se à volta de “Mob”, um jovem que explodirá se a sua capacidade emocional chegar aos 100%. Este jovem com poderes psíquicos ganhou o apelido de “Mob” pois ele não se destaca entre as outras pessoas, por isso seu nome, o qual contém várias traduções. Ele contém os seus poderes psíquicos para que possa viver normalmente, porém se o seu nível emocional chegar a 100%, sua emoção mais dominante no instante irá sobrecarregar o seu corpo inteiro. Estas emoções podem ser ditas como estresse, raiva, pavor, dentre vários outros, dependendo da situação do dia-a-dia de Mob.

## Personagens

### Personagens principais
- Shigeo Kageyama (影山 茂夫, Kageyama Shigeo) ou Mob (モブ, Mobu)

Interpretado por: Setsuo Itō (japonês); Ítalo Luiz (português)
O protagonista da série, Mob, é um estudante da oitava série com habilidades psíquicas poderosas. Seu cabelo é estilo "tigela" e seu corpo tem um físico fraco. Ele acha que seu poder é desnecessário em sua vida, então ele evita usá-lo, suprimindo suas emoções para manter seu controle, mas quando a porcentagem de seus sentimentos chega a 100%, ele é dominado pela emoção mais forte que está sentindo liberando uma força surpreendente.
- Arataka Reigen (霊幻 新隆, Reigen Arataka)[11]

Interpretado por: Takahiro Sakurai (japonês); Vágner Fagundes (português)
Mentor de Mob e auto-intitulado paranormal, Reigen dirige um negócio de consulta psíquica de baixo custo. Ele não possui habilidades alguma, mas ele utiliza-se de sua inteligência e carisma para resolver os problemas de seus clientes, chamando de "técnicas secretas".  Após adquirir temporariamente os poderes psíquicos de Mob durante a batalha contra a 7ª Divisão Garra, ele adquiriu a habilidade de ver espíritos com poderes mais fracos a ponto de chegar a 1000%.
- Covinhas (エクボ, Ekubo)[11]

Interpretado por: Akio Ōtsuka (japonês); César Marchetti (português)
Ele é um espírito maligno de classe alta, o qual tem círculos vermelhos em suas bochechas e um poder de liberar todo o potencial de qualquer corpo que ele possua. Ele é o auto-proclamado conselheiro espiritual de Mob e é conhecido por ter um cheiro muito ruim. Ekubo é descrito por vários personagens como "nojento e inquietante".
- Ritsu Kageyama (影山 律, Kageyama Ritsu)[11]

Interpretado por: Miyu Irino (japonês); Robson Kumode (português)
O irmão mais velho de Mob. Um estudante da sétima série, bonito, e membro do Conselho Estudantil. Ritsu tem um complexo de inferioridade em relação aos poderes de Mob, embora ele seja capaz de esconder seu desejo obsessivo. Eventualmente ele desenvolveu seus próprios poderes psíquicos e se tornou um paranormal bastante poderoso, tendo ajuda do Covinhas. Após ter adquirido seus poderes, ele ajuda um grupo que possui os mesmos poderes que ele e escapar da organização da Garra. Na segunda temporada, ele entra na organização paranormal que Reigen trabalha para ajudar Shigeo enquanto estava ocupado com questões escolares e nas atividades Formento Corporal. No fim da segunda ele ajuda Shou Suzuki, que antes tinha aparecido na primeira temporada a enfrentar o pai, líder da Garra.

### Outros Personagens
- Teruki Hanazawa (気 沢 輝 気, Hanazawa Teruki) também conhecido como Teru[11]

Interpretado por: Yoshitsugu Matsuoka (japonês); Felipe Zilse (português)
Um garoto popular da mesma idade de Mob, 14 anos, que estuda na Escola média Vinagre Negro, Matsuoka desprezava as pessoas que não tem poder psíquico, chamando-as de "plebeus" Depois que ele é derrotado por Mob tendo sua roupa arrancada ficando nu e tendo parte de seu cabelo arrancado. Sua perspectiva sobre o poder psíquico muda, e ele se torna mais amigável para aqueles que o rodeiam. Ele depois passa a usar peruca, uma com mais volume no topete, com a forma de uma torre, até ser cortado no fim da primeira temporada e no live-action uma peruca normal. Na segunda temporada, ele entra na organização paranormal que Reigen trabalha juntamente com Ritsu para ajudar Shigeo enquanto estava ocupado com questões escolares e nas atividades Formento Corporal.
- Musashi Goda (郷田武蕨, Gōda Musashi)[11]

Interpretado por: Toshihiko Seki (japonês); Glauco Marques (português)
O fundador e presidente do Clube Formento Corporal (部 改造 部, Nikutaikaizōbu) , um clube baseado em condicionamento físico, que assumiu a sala do clube uma vez ocupado pelo Clube de Telepatia. Criado em uma fazenda, Musashi é bondoso e tem um físico absurdamente forte. Ele também incentiva Mob para que pudesse ser uma grande pessoa, apesar de Mob sofrer de anemia.
- Tsubomi Takane (ミ ツ ボ ミ, Takane Tsubomi)

Interpretada por: Uki Satake (japonês); Michelle Giudice (português)
Amiga de infância do Mob e sua paixão, Tsubomi valoriza o trabalho duro e o esforço em relação ao talento natural, e é uma das poucas pessoas que realmente não se importam com a habilidade psíquica de Mob. Por causa de sua indiferença em relação aos seus poderes, ela influenciou a decisão de Mob de não depender de seus poderes, bem como a decisão de se juntar ao "Clube de Formento Corporal".
- Ichi Mezato (チ 里 イ チ, Mezato Ichi)

Interpretada por: Ayumi Fujimura (japonês); Gabriela Milani (português)
Uma membra do Clube de Jornalismo da Escola média Sal, mesmo colégio do Shigeo e Tsubomi, que conheceu Mob enquanto investigava o culto secreto que o Covinhas fazia parte. Ela desenvolveu um interesse pelo Mob em razão de suas habilidades psíquicas, sendo assim fundou o culto do capacete psíquico.

### Garra
Garra (爪, Tsume) é uma organização criminosa composta por vários paranormais, seu objetivo é alcançar a dominação do mundial.
- Touichirou Suzuki (郎 統一 郎, Suzuki Touichirou)[11]

Interpretado por: Kazuhiko Inoue (japonês); Luíz Antônio Lobue (1ª temporada),  Raphael Rossatto (2ª temporada)(português)
Líder da Garra. Touichirou é um homem cruel e astuto que fundou a Garra com o único propósito, dominar o mundo, e utiliza tudo o que ele pode para atingir esse objetivo. Sendo um psíquico incrivelmente poderoso ao ponto de ser mais forte que o Mob. Ele também tenta re-encontrar sua ex-esposa que o deixou muitos anos atrás.
- Shou Suzuki (将 将, Suzuki Shō)[11]

Interpretado por: Sachi Kokuryu (japonês); Lipe Volpato (português)
Filho do líder da Garra, Touchirou Suzuki, Shou é um psíquico extremamente poderoso, uma de suas técnicas mais notáveis é a refração de luz, tornando-o invisível a olho nu.
- Ishiguro (遺志黒, Ishiguro)

Interpretado por: Hiroshi Iwasaki - sem máscara -, Rumi Ōkubo - com máscara - (japonês); Carlos Silveira - sem máscara - Isabella Guarnieri - com máscara - (português)
Um dos cicatriz, psiquicos que lutaram contra Touchirou mas que permaneceram ao lado dele, e lider da 7º Divisão Garra. Ishiguro é um velho que esconde seu rosto com uma máscara de gás e utiliza uma roupa preta. Seu poder psíquico dá a ele a capacidade de manipular a gravidade.
- Katsuya Serizawa (也 沢 克 也, Serizawa Katsuya)

Interpretado por: Takanori Hoshino (japonês); Armando Tiraboschi(português)
Anti-social e vice-líder da Garra. Depois de ser vencido por Mob (Shigeo) ele deixa de lado sua sombrinha, dado pelo líder da Garra Touichirou e entra organização paranormal que Reigen trabalha. Este depois parece demonstrar uma certa insegurança, mas consegue superar graças a Reigen e Shigeo.

## Elenco
| Personagem (BR)                  | Japão                                                  | Brasil                                                            | Live Action                              |
| PERSONAGENS PRINCIPAIS           | PERSONAGENS PRINCIPAIS                                 | PERSONAGENS PRINCIPAIS                                            | PERSONAGENS PRINCIPAIS                   |
| -------------------------------- | ------------------------------------------------------ | ----------------------------------------------------------------- | ---------------------------------------- |
| Mob (Shigeo Kageyama)            | Setsuo Itō                                             | Ítalo Luiz                                                        | Tatsuomi Hamada Minamide Ryoka (criança) |
| Arataka Reigen                   | Takahiro Sakurai                                       | Vágner Fagundes                                                   | Kazuki Namioka                           |
| Covinhas (Ekubo)                 | Akio Ōtsuka                                            | César Marchetti                                                   | Akio Ôtsuka                              |
| Ritsu Kageyama                   | Miyu Irino                                             | Robson Kumode                                                     | Ayumu Mochizuki                          |
| PERSONAGENS SUPORTE              |                                                        |                                                                   |                                          |
| Teruki Hanazawa (Teru)           | Yoshitsugu Matsuoka                                    | Felipe Zilse                                                      | Atsushi Arai                             |
| Sra. Kageyama                    | Kayou Nakajima                                         | Cecília Lemes                                                     |                                          |
| Sr. Kageyama                     | Yoshinori Muto                                         | Marco Antônio Abreu                                               |                                          |
| Minori Asagiri                   | Mao Ichimichi                                          | Rebecca Zadra                                                     |                                          |
| Masashi Asagiri                  | Mitsuaki Hoshino                                       | Marcelo Pissardini                                                |                                          |
| Keiji Mogami                     | Akira Ishida                                           | Marcelo Campos                                                    |                                          |
| Colégio Sal                      |                                                        |                                                                   |                                          |
| Tsubomi Takane                   | Uki Satake                                             | Michelle Giudice                                                  | Yuki Yoda                                |
| Ichi Mezato                      | Ayumi Fujimura                                         | Gabriela Milani                                                   |                                          |
| Shinji Kamuro                    | Koji Yusa                                              | Lucas Gama                                                        |                                          |
| Tokugawa                         | Yoshitsugu Matsuoka                                    | Yuri Chesman                                                      |                                          |
| Emi                              | Eriko Matsui                                           | Flora Paulita                                                     |                                          |
| Clube Formento Corporal          |                                                        |                                                                   |                                          |
| Musashi Goda                     | Toshihiko Seki                                         | Glauco Marques                                                    | Shin Nagahama                            |
| Tenga Onigawara                  | Yoshimasa Hosoya                                       | Thiago Longo                                                      |                                          |
| Hiroshi Kumagawa                 | Shunsuke Takeuchi                                      | Thiago Zambrano                                                   |                                          |
| Jun Segawa                       | Seiichirou Yamashita                                   | Gabriel Noya                                                      |                                          |
| Ryohei Shimura                   | Ryuunosuke Watanuki                                    | Vinícius Fagundes                                                 | Takayuki Suzuki                          |
| Hideki Yamamura                  | Daiki Hamano                                           | Rodolfo Novaes                                                    |                                          |
| Clube Telepatia                  |                                                        |                                                                   |                                          |
| Tome Kurata (Tome-chan)          | Atsumi Tanezaki                                        | Fernanda Bullara                                                  | Kasumi Yamaya                            |
| Mameta Inukawa                   | Seiichirou Yamashita                                   | Rodrigo Andreatto                                                 |                                          |
| Haruto Kijibayashi               | Ryuunosuke Watanuki                                    | Diego Lima                                                        |                                          |
| Shirihiko Saruta                 | Daiki Hamano                                           | Michel Di Fiori                                                   |                                          |
| Laboratório Despertar            |                                                        |                                                                   |                                          |
| Gou Asahi                        | Yuusuke Kuwahata                                       | Pedro Alcântara                                                   |                                          |
| Rei Kurosaki                     | Sanae Fuku                                             | Priscilla Concepcion                                              | Akane Sakanoue                           |
| Daichi Shiratori                 | Hiroyuki Kagura                                        | Daniel Figueira                                                   | Akihisa Shiono                           |
| Kaito Shiratori                  | Hiroyuki Kagura                                        | Enrico Espada                                                     | Kôhei Fukuyama                           |
| Kenji Mitsura                    | Shinya Fukumatsu                                       | Márcio Araújo                                                     |                                          |
| Takeshi Hoshino                  | Kouhei Amasaki                                         | Pier Marchi                                                       |                                          |
| União espiritual do Sol Nascente |                                                        |                                                                   |                                          |
| Kirin Joudou                     | Teruyuki Tanzawa                                       | Mauro Ramos                                                       |                                          |
| Banjoumaru Shinra                | Taiten Kusunoki                                        | Fábio Moura                                                       |                                          |
| Garra                            |                                                        |                                                                   |                                          |
| Shou Suzuki                      | Sachi Kokuryu                                          | Lipe Volpato                                                      |                                          |
| Toichiro Suzuki                  | Kazuhiko Inoue                                         | Luíz Antônio Lobue (1ª temporada) Raphael Rossatto (2ª temporada) |                                          |
| Katsuya Serizawa                 | Takanori Hoshino                                       | Armando Tiraboschi                                                |                                          |
| Ryo Shimazaki                    | Noriaki Sugiyama                                       | Marco Aurélio Campos                                              |                                          |
| Toshiki Minegishi                | Yuusuke Kobayashi                                      | Márcio Marconato                                                  |                                          |
| Hiroshi Shibata                  | Kenta Miyake                                           | Mauro Castro                                                      |                                          |
| Nozomu Hatori                    | Daiki Hamano                                           | Ricardo Sawaya                                                    |                                          |
| Divisão 7 / Cicatrizes           |                                                        |                                                                   |                                          |
| Ishiguro                         | Hiroshi Iwasaki (sem máscara) Rumi Ōkubo (com máscara) | Carlos Silveira (sem máscara) Isabella Guarnieri (com máscara)    |                                          |
| Megumu Koyama                    | Shinichiro Miki                                        | Cássius Romero                                                    | Hiroaki Iwanaga                          |
| Yusuke Sakurai                   | Yoshimasa Hosoya                                       | Nestor Chiesse                                                    |                                          |
| Matsuo                           | Ryuunosuke                                             | Sérgio Rufino                                                     |                                          |
| Miyagawa                         | Anri Katsu                                             | Ricardo Sawaya                                                    |                                          |
| Mukai                            | Chiaki Omigawa                                         | Flora Paulita                                                     |                                          |
| Muraki                           | Satoshi Tsuruoka                                       | Francisco Júnior                                                  |                                          |
| Mutou                            | Daisuke Kirii                                          | Fábio de Castro                                                   |                                          |
| Takeuchi                         | Junichi Yanagita                                       | Sérgio Corcetti                                                   |                                          |
| Terada                           | Fumihiko Tachiki                                       | Luiz Antônio Lobue                                                |                                          |
| Tsuchiya                         | Yuko Hara                                              | Priscila Franco                                                   | Yuki Mamiya                              |

Versão brasileira
- Direção: Úrsula Bezerra
- Estúdio: UniDub
- Tradução: Marcelo Del Greco

## Mídias

Capa do primeiro volume japonês do mangá.

### Webcomic
A webcomic começou sua publicação em 12 de abril de 2012 na revista digital Ura Sunday da editora Shogakukan, e foi finalizado em dezembro de 2017, totalizando 16 volumes. A editora  começou a publicar a série em volumes tankōbon, com o primeiro volume sendo publicado em 16 de novembro de 2012.
No Brasil, a série é licenciada e publicada pela editora Panini Comics.
O spin-off Reigen ~Reikyuuchi Max 131 no Otoko~  feita por ONE começou a ser lançada no aplicativo Manga ONE em 19 de março de 2018 e foi finalizada 19 de fevereiro de 2019 completado somente um volume, em formato tankōbon, conta a historia de Arataka Reigen em seu escritório de consultas espirituais.

#### Lista de Volumes
| N.º | Japonês japão           | Japonês japão     | Português brasil        | Português brasil  |
| N.º | Data de lançamento      | ISBN              | Data de lançamento      | ISBN              |
| --- | ----------------------- | ----------------- | ----------------------- | ----------------- |
| 1   | 16 de novembro de 2012  | 978-4-09-124102-3 | 17 de novembro de 2017  | 978-85-426-0865-6 |
| 2   | 18 de fevereiro de 2013 | 978-4-09-124252-5 | 14 de fevereiro de 2018 | 978-85-426-0938-7 |
| 3   | 18 de junho de 2013     | 978-4-09-124338-6 | 30 de março de 2018     | 978-1-5067-0989-5 |
| 4   | 18 de julho de 2013     | 978-4-09-124397-3 | 30 de maio de 2018      | 978-85-426-1128-1 |
| 5   | 18 de dezembro de 2013  | 978-4-09-124543-4 | 31 de julho de 2018     | 978-85-426-1182-3 |
| 6   | 16 de maio de 2014      | 978-4-09-124682-0 | 30 de setembro de 2018  | 978-85-426-1353-7 |
| 7   | 18 de julho de 2014     | 978-4-09-125129-9 | 1 de dezembro de 2018   | 978-85-426-1415-2 |
| 8   | 17 de outubro de 2014   | 978-4-09-125476-4 | 25 de janeiro de 2019   | 978-85-426-1568-5 |
| 9   | 12 de fevereiro de 2015 | 978-4-09-125748-2 | 29 de março de 2019     | 978-85-426-1829-7 |
| 10  | 4 de agosto de 2015     | 978-4-09-126328-5 | 19 de junho de 2019     | 978-85-426-2022-1 |
| 11  | 4 de dezembro de 2015   | 978-4-09-126676-7 | 14 de agosto de 2019    | 978-85-426-2251-5 |
| 12  | 17 de junho de 2016     | 978-4-09-127310-9 | 3 de outubro de 2019    | 978-85-426-2404-5 |
| 13  | 19 de agosto de 2016    | 978-4-09-127373-4 | 19 de novembro de 2019  | 978-85-426-2594-3 |
| 14  | 19 de abril de 2017     | 978-4-09-127592-9 | 21 de janeiro de 2020   | 978-85-426-2783-1 |
| 15  | 19 de outubro de 2017   | 978-4-09-127819-7 | 24 de março de 2020     | 978-85-426-2883-8 |
| 16  | 19 de julho de 2018     | 978-4-09-128460-0 | 18 de maio de 2020      | 978-85-426-3131-9 |

### Anime
Em 2 de dezembro de 2015, foi anunciado na revista Ura Sunday que a série webcomic seria adaptada em uma série de anime de televisão. A adaptação do anime foi produzida pelo estúdio Bones e foi dirigida por Yuzuru Tachikawa. Hiroshi Seko escreveu o roteiro do anime, Yoshimichi Kameda desenhou os personagens e Kenji Kawai compôs a música. A primeira temporada foi ao ar entre 12 de julho de 2016 e 27 de setembro de 2016 na Tokyo MX, e mais tarde foi exibida nos canais ytv, BS Fuji e TV Asahi Canal 1.
A segunda temporada intitulada Mob Psycho 100 II (モブサイコ100 II) foi estreada no dia 07 de janeiro de 2019, com a mesma equipe de produção, e finalizou no dia 1 de abril de 2019, com 13 episódios.
No Brasil e em Portugal a animação foi transmitida simultaneamente pela Crunchyroll. As duas temporadas recebeu uma dublagem em português brasileiro do anime pelo estúdio Unidub. A primeira temporada esteve em exibição na Rede Brasil no dia 11 agosto de 2018 a 10 de novembro de 2018. Também o anime, junto com Dragon Ball Super, trouxe o retorno do bloco toonami no Cartoon Network, por toda a América Latina, em 31 de agosto de 2020.
Após uma contagem regressiva, a terceira temporada, intitulada Mob Psycho III (モブサイコIII) foi anunciada no Twitter pela conta oficial em japonês da animação, juntamente com um teaser de 1 minuto. 

#### OVAs
Anunciado pelo site oficial, Mob Psycho 100 Reigen ~The Miraculous Unknown Psychic ~ (モブサイコ100 REIGEN ～知られざる奇跡の霊能力者～, Mob Psycho 100 Reigen ~Shirarezaru Kiseki Reinōryokusha~) ou em português REIGEN: ~O desconhecido e miraculoso paranormal~. Com a duração de 60 minutos o episódio foi ao ar no Japão no dia 18 de março de 2018, as vendas de DVD e Blu-Ray começaram a partir do dia 23 de março. A história é sobre Reigen ao ver um programa de TV, teve uma ideia e resolve desenvolver um livro seu contando todas as suas aventuras no mundo paranormal. Evidentemente, Mob o ajuda a cumprir essa tarefa. Este ova é uma reprise dos episódios da primeira temporada e contem 25% de cenas novas, e ao final introduz o anuncio oficial da segunda temporada. O episódio está disponível na Crunchyroll, legendado e dublado em português brasileiro.
Em 7 de junho de 2019 um novo OVA foi anunciado no site oficial, intitulado MOB PSYCHO 100 II OVA , Mob Psycho 100 II: The First Spirits and Such Company Trip ~A Journey that Mends the Heart and Heals the Soul~ (モブサイコ100 第一回霊とか相談所慰安旅行~ココロ満たす癒やしの旅~, Mob Psycho 100 Dai Ikkai Rei to ka Sōdansho Ianryokō ~Kokoro Mitasu Iyashi no Tabi~, lit.  A Primeira Viagem de Férias Super Barata do Escritório de Consulta de Espíritos e Afins ~Uma jornada que enche e cura o coração~). A trama acontece após a transição de Serizawa da Garra para o escritório do Reigen, então Arataka, Mob, Ritsu, Covinhas e Katsuya seguem de trem para um vilarejo em Ibogami, na província de Zebra para ajudar uma senhorita proprietária da "Águas termais Ibogami" a recuperar sua avaliação na internet, com isso ela culpa os espíritos por causarem este problema. Estreando nos Estados Unidos, durante a Crunchyroll Expo 2019, em 1 de setembro de 2019, e lançado para DVD e Blu-Ray  no Japão, e streaming para o resto do mundo, no dia 25 de setembro de 2019. O episódio está disponível na Crunchyroll, legendado e dublado em português brasileiro.

#### Aberturas e encerramentos
| Primeira Temporada | Primeira Temporada                                      | Episódios      | Ref.   |
| Abertura           | Mob Choir – "99"                                        | 1 ~ 12 + OVA I | [ 6 ]  |
| Encerramento       | ALL OFF– "Refrain Boy" (リフレインボーイ, Rifurein Bōi) | 1 ~ 12         | [ 63 ] |

| Segunda Temporada | Segunda Temporada                                 | Episódios      | Ref.   |
| Abertura          | Mob Choir – "99.9 feat. sajou no hana"            | 1 ~ 13         | [ 14 ] |
| Encerramentos     | sajou no hana – "Gray" (グレイ)                   | 2 ~ 4, 6, 8~12 | [ 14 ] |
| Encerramentos     | sajou no hana – "Memosepia" (メモセピア)          | 1, 7           | [ 64 ] |
| Encerramentos     | sajou no hana – "Mabuta no Ura" (目蓋の裏)        | 5              | [ 64 ] |
| Encerramentos     | sajou no hana – "Ikiru Hitobito" (いきるひとびと) | 13 + OVA II    | [ 65 ] |

#### Dorama
Um dorama de 12 episódios foi transmitido na TV Tokyo entre 18 de janeiro a 5 de abril de 2018, o j-drama estreio como serie original netflix, somente com legendas em todo o mundo no dia 12 de janeiro de 2018. O ator Hiroaki Iwanaga é conhecido por fazer séries de Tokusatsu, o Kamen Rider Ozu, Akira Date como o Kamen Rider Birth, Shu Karasuma, o segundo Shaider substituindo Hiroshi Tsuburaya falecido do Space Squad, Guts do Live Action Berserk e o imperador Shingen Takeda do Live Action Basara. 

## Recepção
Em 2017, o mangá ganhou o Prêmio de Mangá Shogakukan na categoria Shonen.
Em novembro de 2019, o site americano Polygon, IGN, o serviço de streming Crunchyroll, nomearam Mob Psycho 100 como um dos melhores animes da década de 2010.
No Crunchyroll Anime Awards 2020, Mob Psycho 100 II foi nomeado para melhor anime do ano, Kageyama para best boy, Yuzuru Tachikawa para melhor diretor, Mob vs. Toichiro para melhor cena de luta, Kyle McCarley para melhor dublador da língua inglesa. Mas a série ganhou nas categorias de melhor animação e melhor abertura, com 99.9 by MOB CHOIR feat. sajou no hana.

### Mangá
- «Mob Psycho 100» (em japonês). na versão online da Weekly Shonen Sunday
- «Site oficial do anime» (em japonês)
- «Mob Psycho 100». na editora Panini
- Mob Psycho 100 (mangá) na enciclopédia do Anime News Network (em inglês)

### Anime
- Mob Psycho 100 (anime) na enciclopédia do Anime News Network (em inglês)
- Mob Psycho 100 REIGEN (Especial) (anime) na enciclopédia do Anime News Network (em inglês)
- Mob Psycho 100 II (anime) na enciclopédia do Anime News Network (em inglês)
- Mob Psycho 100 II (OVA) (anime) na enciclopédia do Anime News Network (em inglês)

Streaming;
- «Mob Psycho 100». no Amazon
- «Mob Psycho 100». na Crunchyroll
- «Mob Psycho 100». na Funimation
- «Mob Psycho 100». na Netflix

### Dorama
- «Mob Psycho 100». na Netflix
- Mob Psycho 100. no IMDb.